# Lagrangeeva formulacija gibalnih enačb
Z Lagrangeevimi enačbami je mogoče poiskati diferencialne enačbe, ki  opisujejo obnašanje mehanskega sistema, prek energijskih konceptov. Precej se jih uporablja v robotiki.

## Posplošene koordinate
Enačbe so izražene v posplošenih koordinatah, ki precej olajšajo obravnavo pri omejitvah v gibanjih (npr. gibanje je mogoče le po neki omejeni množici točk) in jih je mogoče zlahka preračunati v katerikoli koordinatni sistem. Te posplošene koordinate {\displaystyle q_{i}\left(t\right)} so časovne funkcije, njihovo število je enako številu prostostnih stopenj sistema, končni rezultat Lagrangeevega postopka pa so diferencialne  enačbe, kjer so po času odvajane te posplošene koordinate.

## Energije in Lagrangeeva funkcija
Najprej se izračuna kinetična energija celotnega mehanskega sistema in se jo izrazi s posplošenimi koordinatami:
{\displaystyle W_{\rm {k}}\left(q_{1},{\dot {q_{1}}},q_{2},{\dot {q_{2}}},\ldots ,q_{n},{\dot {q_{n}}}\right)\!\,.}
Kinetična energija je zagotovo odvisna od časovnih odvodov posplošenih koordinat (se pravi, od hitrosti v smereh teh koordinat), v nekaterih primerih pa še od samih posplošenih koordinat.
Nato se s posplošenimi koordinatami izrazi še potencialna energija sistema:
{\displaystyle W_{\rm {p}}\left(q_{1},q_{2},\ldots ,q_{n}\right)\!\,.}
Potencialna energija je odvisna le od posplošenih koordinat, nikoli od njihovih časovnih odvodov. Izračuna se jo iz sil, ki so posledica potencialnih (konservativnih) polj, to je tistih polj, pri katerih je delo odvisno le od začetne in končne točke, neodvisno pa od opravljene poti med njima (posledično je delo vzdolž sklenjene poti enako nič). Zgledi potencialnih sil so težnost, električna sila, sile v prožnih vzmeteh itd.
Preostale nepotencialne sile (npr. trenje, upor, zunanje sile itd.) se bodo upoštevale nekoliko kasneje.
Razlika tako izražene kinetične in potencialne energije se imenuje Lagrangeeva funkcija (tudi »lagranžijan« ali »Lagrangiana«), po navadi se jo označi s črko L:
{\displaystyle {\mathcal {L}}=W_{\rm {K}}-W_{\rm {P}}\!\,.}

## Lagrangeeva enačba
Po nekoliko daljšem izpeljevanju se izkaže, da se dobijo diferencialne enačbe mehanskega sistema
z naslednjimi Lagrangeevimi enačbami:
{\displaystyle {\frac {\mathrm {d} }{\mathrm {d} t}}\left({\frac {\partial {\mathcal {L}}}{\partial {\dot {q_{i}}}}}\right)-{\frac {\partial {\mathcal {L}}}{\partial q_{i}}}=\sum F_{\rm {s}}\!\,,}
kjer desna stran predstavlja vsoto vseh sil, ki delujejo v smeri posplošene koordinate {\displaystyle q_{i}} in še niso bile upoštevane pri računanju potencialne energije. Postopek se ponavlja za vse posplošene koordinate, na koncu se torej dobi toliko diferenecialnih enačb, kolikor je posplošenih koordinat.

## Uporabnost
Metoda je uporabna le pri sorazmerno enostavnih mehanskih sistemih z ne preveč posplošenimi oordinatami, sicer postane zapleteno že »peš« račuanje energij, odvajanja pa še toliko bolj. V takšnih primerih se lahko pomaga le s programskimi paketi za simbolično računanje, pa še pri teh bo računaje trajalo kar nekaj časa.

## Zgledi

### Prosti pad brez zračnega upora
Točkasto telo z maso m prosto pada. Na maso navpično navzdol deluje gravitacijska sila:
{\displaystyle F_{\rm {g}}=mg\!\,.}
Pri tem zaradi točkastega telesa, ki nima razsežnosti, zračni upor se zanemari, tako da nanj ne delujejo druge sile. x je navpična koordinata, na začetku pada enaka 0, s pozitivno smerjo navzgor. Med gibanjem je težni pospešek g konstanten. Lagrangeeva funkcija je:
{\displaystyle {\mathcal {L}}=W_{\rm {k}}-W_{\rm {p}}={\frac {1}{2}}m\left({\frac {\mathrm {d} x}{\mathrm {d} t}}\right)^{2}-mgx\!\,}
in enačba prostega pada:
{\displaystyle {\frac {\mathrm {d} }{\mathrm {d} t}}\left({\frac {\partial {\mathcal {L}}}{\partial (\mathrm {d} x/\mathrm {d} t)}}\right)-{\frac {\partial {\mathcal {L}}}{\partial x}}=m{\frac {\mathrm {d} (\mathrm {d} x/\mathrm {d} t)}{\mathrm {d} t}}-(-mg)=0\!\,,}
kar se lahko nazadnje zapiše z nehomogeno linearno diferencialno enačbo:
{\displaystyle {\frac {\mathrm {d} ^{2}x}{\mathrm {d} t^{2}}}+g=0\!\,.}
Hitrost je:
{\displaystyle \int \mathrm {d} (\mathrm {d} x/\mathrm {d} t)=\int \mathrm {d} v=-g\int \mathrm {d} t\!\,,}
{\displaystyle v=-gt+v_{0}\!\,,}
kjer je {\displaystyle v_{0}\!\,} začetna hitrost. Trenutna lega je:
{\displaystyle \int \mathrm {d} x=\int (-gt+v_{0})\mathrm {d} t\!\,,}
{\displaystyle x=-{\frac {1}{2}}gt^{2}+v_{0}t+x_{0}\!\,,}
kjer je {\displaystyle x_{0}\!\,} začetna višina, kot rečeno, enaka 0.

### Prosti pad z newtonskim uporom
Lagrangeeva funkcija je enaka kot pri prostemu padu brez zračnega upora, enačba prostega pada s kvadratnim zakonom zračnega upora, kjer je na desni strani sila upora, pa je:
{\displaystyle {\frac {\mathrm {d} }{\mathrm {d} t}}\left({\frac {\partial {\mathcal {L}}}{\partial (\mathrm {d} x/\mathrm {d} t)}}\right)-{\frac {\partial {\mathcal {L}}}{\partial x}}=m{\frac {\mathrm {d} (\mathrm {d} x/\mathrm {d} t)}{\mathrm {d} t}}-(-mg)=F_{\rm {u}}\!\,,}
kar da nehomogeno nelinearno enačbo Riccatijevega tipa:
{\displaystyle m{\frac {\mathrm {d} ^{2}x}{\mathrm {d} t^{2}}}-k\left({\frac {\mathrm {d} x}{\mathrm {d} t}}\right)^{2}+mg=0\!\,,}
kjer je:
{\displaystyle k={\frac {1}{2}}c_{\rm {u}}\rho S\!\,}
in pri tem:
{\displaystyle c_{\rm {u}}\!\,} ... koeficient upora,
{\displaystyle \rho \!\,} ... gostota sredstva (zraka),
{\displaystyle S\!\,} ... čelni presek telesa.
Hitrost je:
{\displaystyle v=-v_{\rm {m}}\operatorname {th} \left({\frac {gt}{v_{\rm {m}}}}-\operatorname {Arth} {\frac {v_{0}}{v_{\rm {m}}}}\right)\!\,,}
trenutna lega pa:
{\displaystyle x=-{\frac {v_{\rm {m}}^{2}}{g}}\ln \left[\operatorname {ch} \left({\frac {gt}{v_{\rm {m}}}}-\operatorname {Arth} {\frac {v_{0}}{v_{\rm {m}}}}\right)\right]+x_{0}\!\,.}
Telo doseže konstantno mejno hitrost (oznaki {\displaystyle v_{\rm {m}}\!\,} ali {\displaystyle v_{\infty }\!\,}):
{\displaystyle v_{\rm {m}}={\sqrt {\frac {2mg}{c_{\rm {m}}\rho S}}}={\sqrt {\frac {mg}{k}}}\!\,,}
ko pojemek zaradi zračnega upora postane enako velik kot težni pospešek.

### Točkasto nihalo
Zgled za uporabo Lagrangeevih enačb na preprostem primeru točkastega nihala, kot je prikazano na sliki.
Na neraztegljivi vrvici dolžine l naj visi dovolj majhna utež z maso m, da se jo lahko obravnava kot točko. Poleg sile v vrvici naj bo edina sila na utež sila težnosti, ki s težnim pospeškom g deluje navpično navzdol. Zračni upor in vse ostale sile se zanemarijo. Predpostavi se, da je vrvica ves čas napeta.
Sistem ima le eno prostostno stopnjo, zasuk {\displaystyle \varphi }, ki naj bo tako tudi edina posplošena koordinata. 
Kinetična energija točkaste uteži je enaka:
{\displaystyle W_{\rm {k}}={\frac {mv^{2}}{2}}={\frac {1}{2}}ml^{2}{\dot {\varphi }}^{2}\!\,.}
Pri računanju potencialne energije je treba najprej poznati dogovorjeno vrednost potencialne energije v neki dogovorjeni točki. Končni rezultat je sicer neodvisen od teh dogovorjenih vrednosti, bodo pa vmesni izračuni precej enostavnejši, če se privzame, da naj bo potencialna energija v povsem navpični legi nihala (pri {\displaystyle \varphi =0}) enaka nič. Višinske razlike točkaste uteži v odvisnosti
od naklonskega kota {\displaystyle \varphi } ni težko izračunati, na koncu pa se dobi naslednja zveza za potencialno energijo:
{\displaystyle W_{\rm {p}}=mgl\left(1-\cos \varphi \right)\!\,.}
Lagrangiana je tako enaka:
{\displaystyle {\mathcal {L}}=W_{\rm {k}}-W_{\rm {p}}={\frac {1}{2}}ml^{2}{\dot {\varphi }}^{2}-mgl\left(1-\cos \varphi \right)={\frac {1}{2}}ml^{2}{\dot {\varphi }}^{2}-mgl+mgl\cos \varphi \!\,.}
Odvaja se jo najprej po časovnem odvodu zasuka {\displaystyle \varphi }:
{\displaystyle {\frac {\partial {\mathcal {L}}}{\partial {\dot {\varphi }}}}=ml^{2}{\dot {\varphi }}\!\,.}
dobljeni vmesni rezultat pa še po času:
{\displaystyle {\frac {\mathrm {d} }{\mathrm {d} t}}\left({\frac {\partial {\mathcal {L}}}{\partial {\dot {\varphi }}}}\right)=ml^{2}{\ddot {\varphi }}\!\,.}
Lagrangiano se odvaja še po zasuku {\displaystyle \varphi }, pri tem se upošteva zasuk in njegov časovni odvod kot dve neodvisni spremenljivki:
{\displaystyle {\frac {\partial {\mathcal {L}}}{\partial \varphi }}=-mgl\sin \varphi \!\,.}
Zunanjih sil ni, ravno tako se je zanemaril zračni upor.
Če se vse delne rezultate združi v Lagrangeevi enačbi, se dobi naslednja homogena nelinearna 
diferencialna enačba, ki opisuje nihanje točkastega nihala:
{\displaystyle ml^{2}{\ddot {\varphi }}+mgl\sin \varphi =0\!\,.}

### Točkasto nihalo na gibljivi podpori
Podobno sta enačbi, če je nihalo obešeno na gibljivo podporo z maso M.
{\displaystyle (M+m){\ddot {x}}+ml{\ddot {\varphi }}\cos \varphi -ml{\dot {\varphi }}^{2}\sin \varphi =0\!\,}
{\displaystyle {\ddot {\varphi }}+{\frac {\ddot {x}}{l}}\cos \varphi +{\frac {g}{l}}\sin \varphi =0\!\,.}

## Hamiltonovo načelo
Akcija, označena s {\displaystyle {\mathcal {S}}}, je časovni integral Lagrangeeve funkcije:
{\displaystyle {\mathcal {S}}=\int {\mathcal {L}}\,\mathrm {d} t\!\,.}
Naj sta q0 in q1 koordinati v začetnem in končnem času t0 in t1. Z variacijskim računom se da pokazati, da so Lagrangeeve enačbe enakovredne Hamiltonovemu načelu:
Sistem med t0 in t1 gre po tiru, katerega akcija je stacionarna vrednost.
Stacionarna pomeni, da se akcija ne spreminja do prvega reda za infinitezimalne deformacije tira z nepomičnima končnima točkama (q0, t0) in (q1,t1). Hamiltonovo načelo se lahko zapiše kot:
{\displaystyle \delta {\mathcal {S}}=0\!\,.}
Namesto, da bi se mislilo kako telesa ali delci zaradi na njih delujočih sil pospešujejo, se lahko misli, da si izberejo pot s stacionarno akcijo.
Hamiltonovo načelo se včasi imenuje načelo najmanjše akcije. Vendar je to napačno - akcija mora biti le stacionarna s poljubno variacijo h funkcionala, ki povečuje funkcionalni integral akcije. Pri tem ni nujno, kar velikokrat napačno navajajo, da je minimalna ali maksimalna za funkcional akcije.
To načelo se lahko namesto Newtonovih zakonov uporabi kot osnovno načelo mehanike. Newtonovi zakoni temeljijo na diferencialnih enačbah, tako da se lahko uporabi integralsko načelo za osnovo mehanike. Hamiltonovo načelo je variacijsko načelo s holonomnimi vezmi. Če se obravnava neholonomne sisteme, je treba variacijsko načelo zamenjati z d'Alembertovim načelom virtualnega dela (načelo virtualnih premikov). Če se dela le s holonomnimi vezmi, je treba plačati ceno za elegantno variacijsko formulacijo mehanike.